# Димитър Балев (политик)
Вижте пояснителната страница за други личности с името Димитър Балев.
Димитър Стефанов Балев е български журналист, издател, преводач, печатар, пчелар и политик, кмет на Видин.

## Биография
Роден е в Охрид, Османската империя на 10 септември 1863 година. Брат е на Наум Балев. След смъртта на баща им в 1871 година семейството се изселва във Видин. Помага на учителя във второкласното видинско училище Димитър В. Хранов със списването на вестник „Ступан“. Заедно с Хранов през юни 1875 година заминават за Русе, а оттам за Букурещ, където със съдействието на Любен Каравелов и Христо Ботев отпечатват вестника.
След създаването на Княжество България през 1878 година работи в опитното земеделско стопанство Образцов чифлик при Карл Бец и активно се занимава с пчеларство. След това Балев е
писар в Окръжния съвет и ковчежничеството на Видин, Враца и Силистра. Няколко месеца е на работа в Министерството на финансите. През този период прави дарения за Ученическото дружество „Надежда“ и читалище „Цвят“ във Видин.
В 1883 година се връща във Видин и създава модерна печатница, в която са печатани „История на французкия селянин“ от Шовел, „Мирабо“ от Лаубе, „Николай Василиевич Рукавишников“, вестник „Народен лист“, на който е и редактор и издател, списание „Медицинска беседа“ на доктор Теодоси Витанов, на което е уредник, списание „Здравие“, на което също е издател-стопанин, „Вестник на учителското дружество“ (1889 - 1890) на Димитър Благоев, списание „Праг“ (1898) на Антон Страшимиров, брошурата „Упътване за общо правописание“ (1899) на Министерството на народното просвещение и други. През 1891 - 1894 година е агент на застрахователното дружество „България“.
През 1896 година участва в учредяването на Видинското пчеларско дружество, а през 1899 година подпомага организирането на първата пчеларска изложба. Сътрудничи на списание „Пчела“. През 1903 година печели награди от Международния пчеларски конгрес и на пчеларска изложба във Виена. През 1912 година участва във Всеславянския пчеларски събор в Москва. Разработва нов вид кошер, наречен на него Балев кошер, отличен с няколко награди.
В ранните си години членува в Народната партия, но по-късно става активен член на Радикалдемократическата партия на Найчо Цанов.
В периода 17 юли 1908 – 7 януари 1915 година е кмет на Видин. По негова идея се изгражда паркът Владикина башча. По време на неговия мандат са построени сградите на четири основни училища - „Отец Паисий“, „Г. С. Раковски“, „Св. св. Кирил и Методий“ (днес ползвана от Държавния архив) и „Любен Каравелов“, открити са три забавачници, курсове за ограмотяване и Кошничарско училище. Балев въвежда безплатно раздаване на учебници и пособия за всички деца от началните училища и също така осигурява безплатни трапезарии за бедни ученици, като увеличава над два пъти бюджета за образование. Възстановява дейността на закритото читалище и назначава библиотекар, подпомага театър „Вида“ и хоровите и оркестрови състави в града. Организира и професионални курсове за подготовка на стопански специалисти. Балев пръв въвежда безплатна медицинска помощ за всички граждани на Видин, като назначава трима градски лекари със заплати по-високи от неговата. Създава и общинска аптека и осигурява безплатни лекарства за бедните. По негово време са първите проекти за построяване на мост Видин – Калафат. Докато е кмет Балев издава „Видински общински вестник“, който, с цел прозрачност, публикува всички решения на общината и се разпространява безплатно. Заседанията на Общинския съвет са публични и се провеждат в салона на театър „Вида“.
Умира по време на мандата си на 15 януари 1915 година и е погребан с почести във Видин. След смъртта му Видинското пчеларско дружество е наименувано на негово име.
Димитър Балев е герой в българския сериал „Дървото на живота“ от 2013 т.